# John Bunny

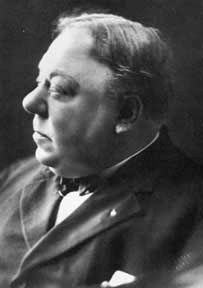
John Bunny

John Bunny (* 21. September 1863 in New York City, New York; † 26. April 1915 in Brooklyn, New York) war ein US-amerikanischer Film- und Theaterschauspieler.

## Leben
John Bunny wurde als ältester Sohn eines britischen Vaters und einer irischen Mutter in New York geboren. Da sein Vater bereits in achter Generation als Kapitän eines Handelsschiffes bei der britischen Marine arbeitete, war vorgesehen, dass sowohl John als auch dessen jüngerer Bruder George (1867–1952) in dessen Fußstapfen treten sollten. Dennoch entschied sich John Bunny anders. Nach dem Besuch der St. James High School in Brooklyn arbeitete Bunny zunächst als Schreiber in einer Drogerie, ehe er Ende des 19. Jahrhunderts von zu Hause fortlief, da es sein Traum war, Schauspieler zu werden.
Er fand sein erstes Engagement bei einer kleinen Minstrel-Truppe, die in New York auf Tournee war. Hier wurden auch Produzenten vom Broadway auf Bunny aufmerksam, die ihn im Februar 1900 für sein erstes Stück, Aunt Hannah, verpflichteten. In den kommenden zehn Jahren folgten elf weitere Stücke, in denen Bunny überwiegend als Hauptdarsteller auftrat.
Der eigentliche Erfolg stellt sich jedoch erst 1909 ein, als er für den Stummfilm Cohen's Dream erstmals vor der Kamera stand und so den Grundstein für eine kurze, aber intensive Karriere als Filmschauspieler legte. 1910 trat das Filmstudio Vitagraph an Bunny heran und entwickelte mit ihm das Konzept zur erfolgreichen Comedy-Figur Mr. Bunny. Die Kurzfilme, die ab 1911 produziert wurden, wurden auch nach Europa exportiert und fanden selbst hier ein breites Publikum. Unter Mitwirkung  der Schauspielerin Flora Finch, die als Mrs. Bunny überzeugte, wurden die über 100 Filme bald als Bunnyfinches bekannt. Bunny gilt daher noch heute als einer der ersten US-amerikanischen Weltstars.

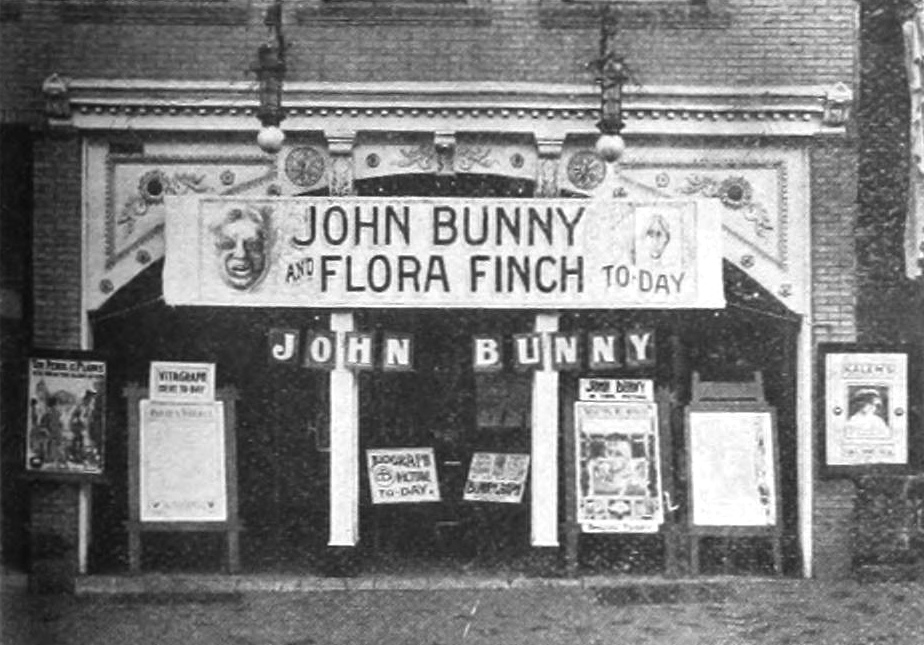
Filmtheater in Kansas mit Werbung für einen Film mit John Bunny und Flora Finch (1912)

Da die beiden auf der Kinoleinwand stets harmonierten, nahm man seinerzeit an, Bunny und Finch wären auch privat ein Paar, was jedoch nicht der Wahrheit entsprach. So war er ab dem Januar 1890 mit Clara Scallan verheiratet; die beiden hatten zwei gemeinsame Söhne, George und John Bunny junior.
Bunnys Erfolg als übergewichtiger, tollpatschiger Clown hatte auch ein Schattendasein, da sein Übergewicht von mehr 220 Kilogramm ihn zusehends gesundheitlich beeinträchtigte. Für alle Beteiligten überraschend starb er im Alter von 51 Jahren in seinem Haus in New York an Nierenversagen.

## Vermächtnis
Heute erinnert ein Stern am Hollywood Walk of Fame an John Bunny.
Nach John Bunny wurde zunächst das Bunny Theatre in New York City benannt, das jedoch im Verlauf des 20. Jahrhunderts in Nova Theatre umbenannt wurde. Im Jahr 2003 wurde es geschlossen.

## Filmografie (Auswahl)
- 1910: Cupid and the Motor Boat
- 1909: Cohen's Dream
- 1909: Cohen at Coney Island
- 1910: Cupid and the Motor Boat
- 1914: A Strand of Blond Hair
- 1914: Bunny's Little Brother
- 1914: Bunny Backslides
- 1914: Hearts and Diamonds
- 1914: Such a Hunter